# 8423 Macao
8423 Macao è un asteroide della fascia principale. Scoperto nel 1997, presenta un'orbita caratterizzata da un semiasse maggiore pari a 3,1340573 UA e da un'eccentricità di 0,2517209, inclinata di 2,38202° rispetto all'eclittica.